# La herida
Pour plus de détails, voir Fiche technique et Distribution.
La herida (littéralement « la blessure ») est un film espagnol réalisé par Fernando Franco, sorti en 2013.

## Synopsis
Ana a trente ans et est ambulancière. Sans le savoir elle est atteinte d'un trouble de la personnalité borderline.

## Fiche technique
- Titre : La herida
- Réalisation : Fernando Franco
- Scénario : Fernando Franco et Enric Rufas
- Musique : Ibon Aguirre et Ibon Rodríguez
- Photographie : Santiago Racaj
- Montage : David Pinillos
- Production : Roberto Butragueño, Manuel Calvo, Fernando Franco, Mario Madueño et Samuel Martínez
- Société de production : Kowalski Films, Pantalla Partida Producciones, Elamedia Estudios, Encanta Films, Ferdydurke, Euskal Irrati Telebista, Behind the Movies, Canal+ España et Televisión Española
- Pays :  Espagne
- Genre : Drame
- Durée : 95 minutes
- Dates de sortie : 
  -  Espagne : 4 octobre 2013

## Distribution
- Marian Álvarez : Ana
- Rosana Pastor : la mère d'Ana
- Manolo Solo : Jaime
- Andrés Gertrúdix : Álex
- Ramón Agirre : le père d'Ana
- Ramón Barea : Martín
- Patricia López Arnaiz : Sandra

## Distinctions
Le film a reçu six nominations aux prix Goya et en a remporté deux : celui de la meilleure actrice pour Marian Álvarez et celui du meilleur nouveau réalisateur.